# Juan B. Delgado
Juan B. Delgado Altamirano (Santiago de Querétaro, 26 de agosto de 1868 - Ciudad de México, 8 de marzo de 1929) fue un poeta y diplomático mexicano, miembro de la Academia Mexicana de la Lengua desde 1923 y cónsul general de México en Nicaragua. Además, realizó misiones diplomáticas en España, Francia y Colombia.[cita requerida]

## Datos biográficos

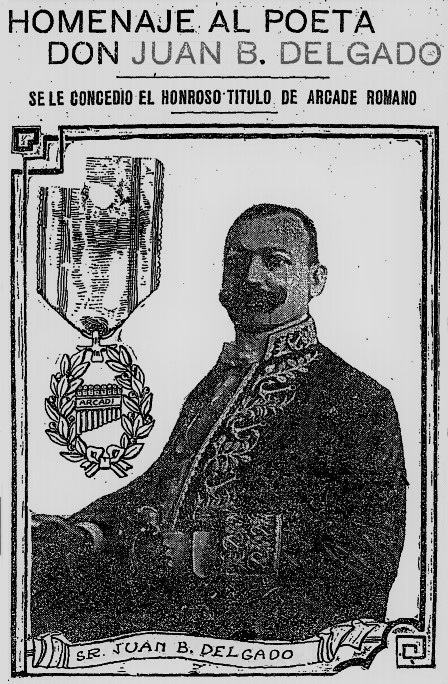
Imagen de Juan B. Delgado publicada en El Diario -Periódico Nacional Independiente-, de la ciudad de México, el sábado 2 de julio de 1910, al anunciar que el Instituto Arcadio de Roma declaró a Delgado como "Pastor Árcade", con el nombre de Alicandro Epirótico.

Juan B. Delgado Altamirano nació en la ciudad de Santiago de Querétaro el 26 de agosto de 1868. Sus padres fueron el coronel Juan María Delgado Amaya y doña Etelvina Altamirano y Monterde, quienes se casaron en 1861 y tuvieron cinco hijos. Su nombre en el acta de bautismo fue Juan Federico Francisco de Jesús, pero él, por brevedad y eufonía, adoptó después la B después del primer nombre. Cuando Juan tenía seis años de edad, su padre murió.  Desde entonces, estuvo al cuidado de su madre, doña Etelvina, y bajo el auspicio económico de sus tíos Eduardo Altamirano Monterde y Fernando Altamirano Carbajal (medio hermano de Etelvina).
Realizó sus primeros estudios en Querétaro, donde llegó a cursar cuatro años en el Seminario Conciliar. Allí aprendió latín y se inició en el conocimiento de los clásicos y de las bellas artes. Luego partió a la Ciudad de México, donde estudió en la Escuela Nacional Preparatoria y comenzó la carrera de medicina al amparo de su tío, el doctor Fernando Altamirano Carbajal, quien era director del Instituto Médico Nacional y como tal realizaba frecuentes excursiones de botánica médica por las sierras del país.
Regresó a Querétaro y, en 1894, con veinticinco años de edad, publicó su primer libro de sonetos que tituló Juveniles. Envió una copia de su trabajo al poeta  Manuel José Othón, quien la recibió el 27 de abril del mismo año.  A partir de entonces se estableció una sólida relación epistolar entre los dos poetas.  Las cartas que Delgado dirigió a Othón se perdieron.  Sin embargo, Delgado guardó la mayor parte de las cartas de Othón, y antes de morir, las entregó a Jesús Zavala quien formó con ellas el Epistolario de Othón.
Delgado volvió a la Ciudad de México, donde trabajó en la Dirección de Correos y colaboró en la Revista Azul. No culminó la carrera de medicina, pero sí acompañó a su tío Fernando Altamirano, y a algunos de los demás investigadores del Instituto Médico Nacional, en diversas excursiones a la Sierra Madre del Sur, en el estado de Guerrero, desde 1895 hasta 1897. Esos viajes inspiraron al poeta para escribir su libro Natura, luego renombrado Poema de las Montañas, que dedicó a su tío y que publicó en 1898, así como un segundo libro, titulado Las Canciones del Sur. Poco después, en 1901, publicó El Poema de los Árboles. Su gusto por temas naturales lo llevó a ser nombrado por algunos como “el poeta de los alacranes”.
En 1907, Delgado vivió en Monterrey, Nuevo León. Fue director de la Biblioteca Pública y profesor de literatura y elocuencia en el Colegio Civil.
Posteriormente, el jueves 26 de marzo de 1908 a las ocho de la noche, Delgado contrajo matrimonio civil con la señorita María de Jesús Gómez de la Cortina y Adalid, en la Hacienda de la Capilla, en Querétaro. La ceremonia fue presidida por el Juez del Estado Civil, licenciado Florencio Herrera. El matrimonio religioso se llevó a cabo el siguiente día, viernes 27 de marzo de 1908, en el oratorio de la misma Hacienda de la Capilla, y fue oficiado por el señor provisor Don Manuel Reynoso. Para esta ceremonia se presentaron como padrinos la señora Etelvina Altamirano y Monterde viuda de Delgado, madre del novio, y el doctor Fernando Altamirano Carbajal, tío del mismo.
Ese mismo año de 1908, Delgado ingresó al Servicio Exterior Mexicano y fue nombrado cónsul en Managua, donde publicó otro libro de poemas: El País de Rubén Darío. También, en ese año, fue invitado a pertenecer a la Arcadia de Roma, donde su nombre de árcade fue "Alicandro Epirótico".
Regreso a México, donde prestó servicios en la Secretaría de Relaciones Exteriores e impartió la cátedra de literatura en la Escuela Nacional Preparatoria. En 1912 se le encomendaron misiones diplomáticas en Madrid y en París. Dos años después, publicó Alma Vernácula, sonetos sobre su ciudad natal.
Dentro del movimiento revolucionario mexicano, fue partidario de Venustiano Carranza, y trabajó con su gobierno en México y en Querétaro. En 1916, publicó su Florilegio de Poetas Revolucionarios, uno de los primeros trabajos que compilaban poemas de esa nueva etapa en el país. Dos años después fue elegido Miembro Correspondiente de la Academia Mexicana de la Lengua.
En 1919 fue nombrado primer secretario, adscrito a la legación en Roma, donde vivió dos años y publicó Bajo el Haya de Títiro en 1920. Después, fue comisionado a misiones especiales en Centroamérica. Fue ministro plenipotenciario en Bogotá y luego en Managua, donde publicó, en 1922, El Cancionero Nómada.
En 1923, regresó a México, donde trabajó en la Comisión General de Reclamaciones hasta 1926, fecha en que solicitó su jubilación por enfermedad cardíaca. En junio de 1923, fue elegido Miembro de Número de la Academia Mexicana de la Lengua, donde ocupó la silla número IV, al sustituir a José López Portillo y Rojas.

## Obra poética
- 1894 - Juveniles
- 1898 - Natura
- 1900 - Canciones surianas
- 1901 - El poema de los árboles (también en 1907)
- 1908 - El 0aís de Rubén Darío
- 1913 - Gesta de mi ciudad
- 1914 - Alma vernácula
- 1916 - Florilegio de poetas revolucionarios (Antología)
- 1919 - París y otros poemas
- 1920 - Bajo el haya de Títiro
- 1922 - El cancionero nómada